# Alexander Mejía
Alexander Mejía Sabalsa (kurz Alexander Mejía; * 11. Juli 1988 in Barranquilla) ist ein kolumbianischer Fußballspieler auf der Position eines Mittelfeldspielers.

## Karriere

### Verein
Alexander Mejía begann 2005 seine Karriere beim kolumbianischen Verein Deportes Quindío aus Armenia. Nachdem er 2011 eine Spielzeit von Once Caldas aus Manizales ausgeliehen war, wurde er 2012 von Atlético Nacional aus Medellín verpflichtet. Mit Atlético Nacional konnte er in seinem ersten Jahr die Superliga de Colombia und den Pokal von Kolumbien gewinnen. In seiner zweiten Spielzeit folgten zwei kolumbianische Meistertitel und erneut der Pokalsieg. In der Hinserie 2014 konnte sein Verein zum dritten Mal in Folge die Meisterschaft gewinnen. Mejía war der Kapitän der Mannschaft.
Seit Januar 2015 spielte Mejía in der ersten mexikanischen Liga, bei CF Monterrey. Nachdem er dort kaum zum Einsatz gekommen war, wechselte er nach einem halben Jahr zurück zu Atlético Nacional. Dort konnte er erneut die kolumbianische Meisterschaft gewinnen. Im Januar 2016 folgte die Superliga de Colombia. Im Juli 2016 konnte er mit Nacional die Copa Libertadores gewinnen. Im Anschluss an diesen Titel wechselte er erneut nach Mexiko, diesmal zu Club León.
Im Januar 2019 wechselte Mejía zum paraguayischen Erstligisten Club Libertad. Im Juli 2021 wechselte er in seine kolumbianische Heimat. Dort unterschrieb der Mittelfeldspieler einen Vertrag bei Santa Fe bis Juni 2022. Für die Saison 2022 kehrte er zu Atlético Nacional zurück. Anschließend wechselte er zu Unión Magdalena, das nicht die Klasse halten konnte. Seit 2024 spielt er für Deportivo Cali.

### Nationalmannschaft
Alexander Mejía bestritt sein erstes Länderspiel für die kolumbianische Fußballnationalmannschaft während der Qualifikation für die Fußball-Weltmeisterschaft 2014. Er war der einzige in der kolumbianischen Liga spielende Feldspieler, der von José Pekerman in den Kader für die Weltmeisterschaft berufen wurde.

## Erfolge
- Copa Libertadores: 2016
- Kolumbianischer Meister: 2013-I, 2013-II, 2014-I, 2015-II
- Kolumbianischer Pokalsieger: 2012, 2013
- Superliga de Colombia: 2012, 2016, 2021
- Paraguayischer Pokalsieger: 2019